# 왕즈위
왕즈위(중국어: 王智宇, 병음: Wáng Zhìyǔ, 한자음: 왕지우, 1996년 8월 24일~)는 중화인민공화국의 컬링 선수로 2022년 동계 올림픽에 참가했다. 그는 범대륙 선수권 대회에서 금메달 1개, 아시안 게임 동메달 2개, 아시아-태평양 선수권 대회에서 은메달 1개, 동메달 1개를 획득했다.